# Robert Fitzwalter

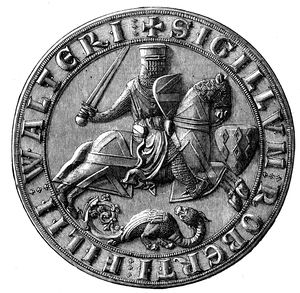

Robert Fitzwalter (zm. 9 grudnia 1235), jeden z liderów opozycji baronów przeciwko królowi Janowi bez Ziemi, współautor Wielkiej Karty Swobód. Syna Waltera Fitz Roberta i Maud de Lucy, córki Richarda de Lucy of Diss.
Początkowo stał po stronie Jana bez Ziemi i brał udział w walkach na kontynencie z królem Francji Filpem Augustem. Dostał się nawet do francuskiej niewoli. Do opozycji baronów przyłączył się w 1212 r. Jan chciał go za to postawić przed sądem, ale Robert uciekł do Francji. Powrócił po specjalnej amnestii, którą wymógł na królu papież Innocenty III za cenę zniesienia ekskomuniki. Jednak złamanie przez króla postanowień ugody z baronami wywołało wojnę. W 1215 r. Robert został wybrany marszałkiem armii baronów.
Robert cieszył się poparciem mieszczan Londynu i to jego działaniom baronowie zawdzięczają poparcie stolicy. Podczas negocjacji z królem Robert był jednym z 25 przedstawicieli baronów. Brał udział w tworzeniu Wielkiej Karty Swobód. Kiedy król Jan złamał i to porozumienie Robert poparł kandydaturę księcia Ludwika francuskiego na tron Anglii. Był jednym z delegatów, którzy witali Ludwika po jego przybyciu do Anglii i pierwszym, który złożył mu hołd po zajęciu Londynu. Robert służył Ludwikowi przez cały okres trwania wojny, aż do klęski w bitwie pod Lincoln w 1217 r.
W bitwie tej Robert dostał się do niewoli. Uwolniono go na mocy porozumień pokojowych. Po uwolnieniu Robert wziął udział w V wyprawie krzyżowej. Po powrocie ułożył sobie poprawne stosunki z królem Henrykiem III i jego otoczeniem. Zmarł w 1235 r.
Był żonaty z Gunnorą de Valoniis, córką Roberta de Valoniis of Bennington. Miał z nią co najmniej troje dzieci:
- Matilda Fitzwalter.
- Christian FitzWalter, żona Williama de Mandeville'a, 3. hrabiego Essex
- Walter Fitzwalter of Dunmow Castle (ok. 1222–1258), ożenił się z Ida de Longspree